# Cidelândia
Cidelândia es un municipio brasilero del estado del Maranhão. Su población estimada en 2004 era de 12.201 habitantes.